# Horacio Muñoz
Horacio Muñoz, właśc. Horacio Muñoz Muñoz (ur. 18 maja 1896 w Carampangue, zm. 23 października 1976) – chilijski piłkarz grający na pozycji pomocnika.
Podczas kariery zawodniczej reprezentował barwy CD Fernández Vial. Był w składzie reprezentacji Chile na mistrzostwa świata 1930.